# کیرش وایداخ
کیرش وایداخ (به آلمانی: Kirchweidach) یک شهر در آلمان است که در بایرن واقع شده‌است.

## خصوصیات
کیرش وایداخ ۲۰٫۱۶ کیلومترمربع مساحت دارد ۵۰۳ متر بالاتر از سطح دریا واقع شده‌است.